# Zelotes gynethus
Zelotes gynethus este o specie de păianjeni din genul Zelotes, familia Gnaphosidae, descrisă de Chamberlin, 1919. Conform Catalogue of Life specia Zelotes gynethus nu are subspecii cunoscute.